# Темплпатрік
Темплпатрік ([ˌtɛmpəlˈpætrɪk] ; from) — село та цивільна парафія в графстві Антрім, Північна Ірландія. Це 14.8 км на північний захід від Белфаста та на півдорозі між містами Балліклер і Антрім. Це також недалеко від міжнародного аеропорту Белфаста, і в селі є кілька готелів. Темплпатрік є місцем історичної церкви Ірландії, пресвітеріанської та старопресвітеріанської церкви. За переписом 2011 року населення становило 1437 осіб.

## Транспорт
- Залізнична станція Темплпатрік була відкрита 11 квітня 1848 року та закрита для пасажирського руху 21 лютого 1981 року[4].

## Населення

### Перепис 2011 року
За даними перепису 2011 року, населення Темплпатріка становило 1437 осіб (605 домогосподарств).

### Перепис 2001 року
Агентство статистики та досліджень NI (NISRA) класифікує Templepatrick як село (тобто з населенням від 1000 до 2250 осіб). У день перепису (29 квітня 2001 р.) у Темплпатріку проживало 1556 осіб. З них:
- 19,4% були у віці до 16 років і 20,6% були у віці 60 років і старше
- 50,1 % населення становили чоловіки, 49,9 % — жінки
- 12,3% були католиками, а 82,7% – протестантами
- 1,2% людей віком 16–74 роки були безробітними[5].